# Lucius Decidius Saxa
Lucius Decidius Saxa († Cilicia, 40 v.Chr.) was een Romeins legeraanvoerder en politicus.

## Afkomst en vroege carrière
Saxa was afkomstig uit Hispania, hoewel zijn familie van oorsprong mogelijk uit Italië stamt. In de Romeinse burgeroorlog streed hij aan de zijde van Julius Caesar. Hoewel Cicero Saxa aanduidt als centurion, is het gezien het verdere verloop van zijn carrière aannemelijk dat hij inmiddels een hogere rang bekleedde. In 44 stelde Julius Caesar hem aan als volkstribuun. In de zomer van dat jaar - Caesar was inmiddels vermoord - maakte hij deel uit van de commissie die in opdracht van de consuls Marcus Antonius en Dolabella door middel van proscripties landgoederen van senatoren in beslag nam om daar veteranen van Caesar te huisvesten. Volgens Cicero zouden Saxa en de andere leden van de commissie zichzelf daarbij verrijkt hebben. Maar de waarde van deze bewering is onduidelijk, omdat Cicero als senator met republikeinse overtuigingen zeer kritisch stond ten opzichte van Marcus Antonius en degenen die hem steunden en bovendien zelf een van de eerste slachtoffers van de proscripties was.

## Veldheer van Marcus Antonius
In 43 was Saxa bij Marcus Antonius toen deze in Mutina belegerd en later verslagen werd door Octavianus. Later dat jaar stichtten Octavianus en Marcus Antonius, samen met Lepidus het tweede triumviraat, waarmee een (voorlopig) einde kwam aan hun onderlinge rivaliteit.
Nog voor het tweede triumviraat echter een feit was, begonnen Brutus en Cassius, de belangrijkste samenzweerders tegen Julius Caesar, hun troepen te verzamelen om op te rukken richting Italië. Daarom zonden Octavianus en Marcus Antonius in 42 Saxa en Gaius Norbanus Flaccus naar Macedonia om hun opmars te stuiten. Saxa en Norbanus bleken echter niet opgewassen tegen Brutus en Cassius en werden al spoedig teruggedrongen. Octavianus en Marcus Antonius haastten zich echter met negentien legioenen naar Macedonia. In de Slag bij Philippi kwam het tot een treffen, waarbij Brutus en Cassius definitief verslagen werden (oktober 42).

## Legaat in Syria
Kort na de Slag bij Philippi (eind 42) zond Marcus Antonius Saxa als legatus naar de provincie Syria, dat tot die tijd onder het bestuur van Cassius had gestaan.
In 40 werd Saxa in Syria geconfronteerd met een inval van de Parthen, die werden aangevoerd door Quintus Labienus (die voorheen onder Brutus en Cassius gediend had, maar zich na de Slag bij Philippi bij de Parthen had aangesloten) en de Parthische kroonprins Pacorus I. De Parthische troepen rukten eerst op naar Apamea, maar Apamea - waar Saxa's jongere broer op dat moment het ambt van quaestor bekleedde - weigerde de poorten voor hen te openen. Terwijl zij hun kamp hadden opgeslagen bij de muren van Apamea, rukte de legatus Saxa tegen hem op om de Parthische opmars tot staan te brengen. De drie legioenen die in Syria gestationeerd waren en nu onder Saxa's bevel stonden, hadden voorheen echter aan de zijde van Brutus en Cassius gestreden. Toen zij oog in oog kwamen met Labienus, liepen velen dan ook naar hem over. Saxa zag zich daarop gedwongen te vluchten naar Antiochië. In Apamea was men in de veronderstelling dat Saxa dood was en opende men de poorten voor de Parthen. Saxa's jongere broer werd gevangengenomen en door de Parthen geëxecuteerd.
Vervolgens rukten Labienus en Pacorus op naar Antiochië, dat zich na vredesonderhandelingen overgaf. Opnieuw had Saxa de stad op tijd weten te ontvluchten. In Cilicia kreeg Labienus Saxa echter toch nog te pakken en doodde hij hem.

## Antieke bronnen
- Julius Caesar, Commentarii de bello civili I 66
- Cicero, Philippicae VIII 9, 26, XI 12, XIII 27
- Cassius Dio, XLVII 35-36, XLVIII 24-25.
- Livius, Periochae CXXVII.